# 三俁山 (大分縣)
三俁山（日语：／ Mimata-yama）是日本大分縣竹田市與玖珠郡九重町交界處的一座活火山。標高1745公尺，是形成九重山系的火山之一，同時也是阿蘇九重國立公園的一部分。

## 概要
山體因15,000年－10,000年前的火山活動形成，同時形成的還有久住山、星生山、中嶽、湯澤山、泉水山等山峰。
從九重山代表性的登山口長者原眺望，山剛好位於正面（東南側）。三俁山因無論從哪個角度都能看到3個峰而得名,但實際上由本峰、南峰、北峰和西峰4個峰構成。
最高峰本峰設置有標高1,744.67公尺的三等三角點。北峰的山中有名為大鍋、小鍋的兩個火山遺跡（凹地）。
三俁山曾被山與溪谷社評為九州百名山之一，同時被日本山岳會東九州支部評為大分百山之一。